# Stupendemys

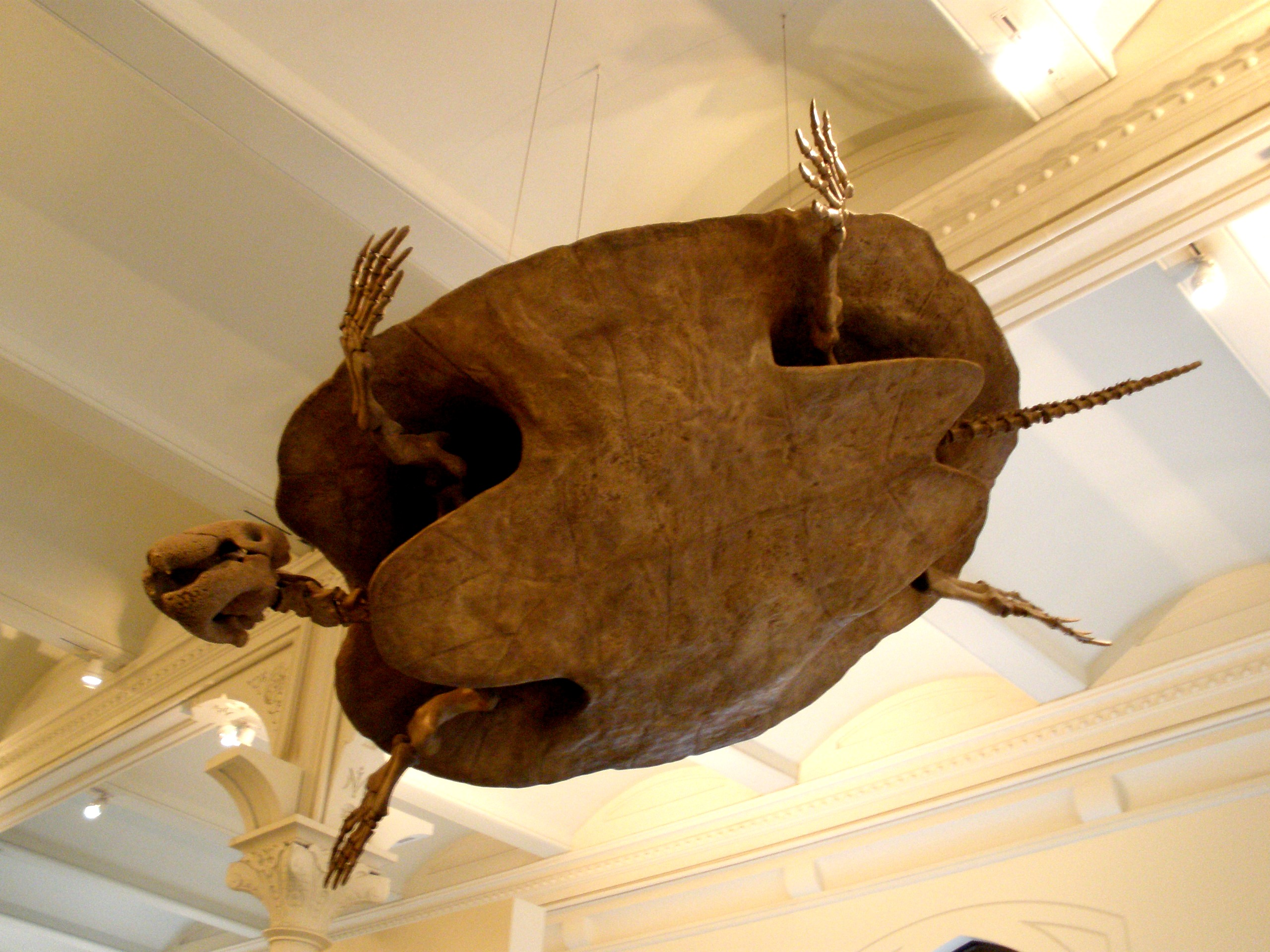
Fósil completo.

Stupendemys corresponde a un género extinto de tortugas de agua dulce. 
Sus fósiles han sido encontrados en el norte de América del Sur, concretamente en Colombia (Desierto de la Tatacoa, Huila) y Venezuela (Urumaco, Estado Falcón), en rocas que datan de fines del Mioceno al inicio del Plioceno, hace aproximadamente 6 a 5 millones de años.

## Descripción
Fueron las mayores tortugas de agua dulce que han existido.
El caparazón  de Stupendemys medía más de 18 dm de longitud. Se estima que este género de tortugas medía aproximadamente entre unos 2 a 3 m .

## Taxonomía
Dos especies han sido descritas hasta la fecha.
| Género      | Especie (binomial)       |
| Stupendemys | Stupendemys geographicus |
| Stupendemys | Stupendemys souzai       |

El caparazón de la tortuga más grande del mundo fue hallado en Urumaco, una porción de geografía árida ubicada al noroeste del estado Falcón, en Venezuela, donde se encuentra una increíble concentración de fósiles y otros testigos del pasado venezolano.
En el año 1970, el profesor Clemente González, Jefe del Departamento de Geología de la UCV, invita al reconocido paleontólogo Bryan Patterson y su alumno Roger Wood para llevar a cabo una expedición paleontológica en la región de Urumaco. Durante la expedición, fueron encontrados fósiles pertenecientes al período terciario que fueron trasladados al Museo de Zoología Comparada de la Universidad de Harvard para ser identificados y fichados. Luego de este proceso debían ser devueltos al país, pero este acuerdo quedó en el olvido.
Fue en 1995 cuando el Museo de Ciencias de Venezuela, al inventariar las piezas de sus colecciones, identificó el material faltante de los fósiles que se encontraban en Harvard. Y en 1998 se inicia un proceso de negociación para la repatriación de la colección que se culminó en febrero de 2009, con el arribo de los fósiles al país. La repatriación de los fósiles contribuye -según Sergio Antillano, Presidente del Museo de Ciencias- a la democratización del conocimiento científico, en tanto que la colección y la información que de ella deriva, estará al alcance de todos los sectores de la población, a través de los servicios de información y de divulgación de este Museo.

## Stupendemys geographicuso uruma
Febrero de 2014. Desierto de la Tatacoa, Huila. Un grupo de investigadores, con martillos neumáticos y talladores odontológicos en mano, logran un imponente hallazgo: el fósil de la tortuga más grande que ha existido en la historia de la Tierra. Atónitos ante el descubrimiento, los expertos desenterraron un animal que llevaba millones de años esperando entre las rocas ser descubierto. Los fósiles hallados corresponden a la extinta Stupendemys geografic, un espécimen descubierto en los años 70 en Venezuela, pero que por primera vez se encuentra evidencia de que también vivió en territorio colombiano
Así lo dio a conocer recientemente Edwin Cadena, profesor asociado a la facultad de Ciencias Naturales y Matemáticas de la Universidad del Rosario y líder de la investigación, luego de que los resultados fueran recientemente publicados en la prestigiosa revista científica Science Advances.
El trabajo tardó seis años y fue liderado por la Universidad del Rosario, con el apoyo de investigadores de la Universidad de Zúrich (Suiza), la Universidad Federal Fluminense de Brasil, el Servicio Geológico Colombiano y el Museo de la Tatacoa en Colombia.
Lo interesante es que no solo encontramos las conchas, que se componen del caparazón (parte de arriba) y plastrón (parte de abajo) de una tortuga, sino que también descubrimos las mandíbulas, las cuales nos permitieron establecer la dieta que estos animales.
Estamos hablando de hace 12 o 13 millones de años atrás, específicamente en el norte de Suramérica, un paisaje totalmente diferente a como es hoy. Por ejemplo, no teníamos los Andes, el Amazonas y tampoco el Orinoco. Es algo fascinante. También descubrimos rasgos únicos. Por ejemplo, el desarrollo de cuernos en el caparazón, justo al lado del cuello. Eso es algo que no se había documentado en muchas tortugas fósiles. El máximo largo de una tortuga de Galápagos es 1,2 metros versus 2,86 de Stupendemys. En peso hablamos también de 2,5 veces el de una tortuga de Galápagos.
De la cantidad de fósiles hallados en la expedición de 1972 a Urumaco, se encuentra el caparazón de 23 dm de largo y 19,5 dm de ancho, que dio origen a una nueva especie bautizada con el nombre científico de Stupendemys geographicus que proviene de la combinación de "estupenda", cualidad atribuida a la especie, y el nombre de la organización "National Geographic".
En Venezuela se conoce a esta especie bajo el nombre afectivo de uruma, tal como la bautizó el Museo de Ciencias de Venezuela. Según el Dr. Roger Wood, la uruma es el género y la especie de tortuga más grande que haya existido sobre la faz de la Tierra y se cree que se extinguió hace aproximadamente 6 millones de años atrás. 
De los estudios realizados al fósil, se pudo conocer que se trataba de una tortuga acuática y seguramente ovípara. Su alimentación debió ser de material vegetal y de invertebrados acuáticos. 
De las tortugas actuales, la Arrau es hasta el momento la más parecida a Uruma, siendo la más grande de las aguas continentales de Venezuela, llegando a medir el espécimen hembra hasta 9 dm y 5 dm el macho.
Fuente:
Datos obtenidos del periódico el tiempo y de la Gerencia de Colecciones del Museo de Ciencias.